# Alison Jones

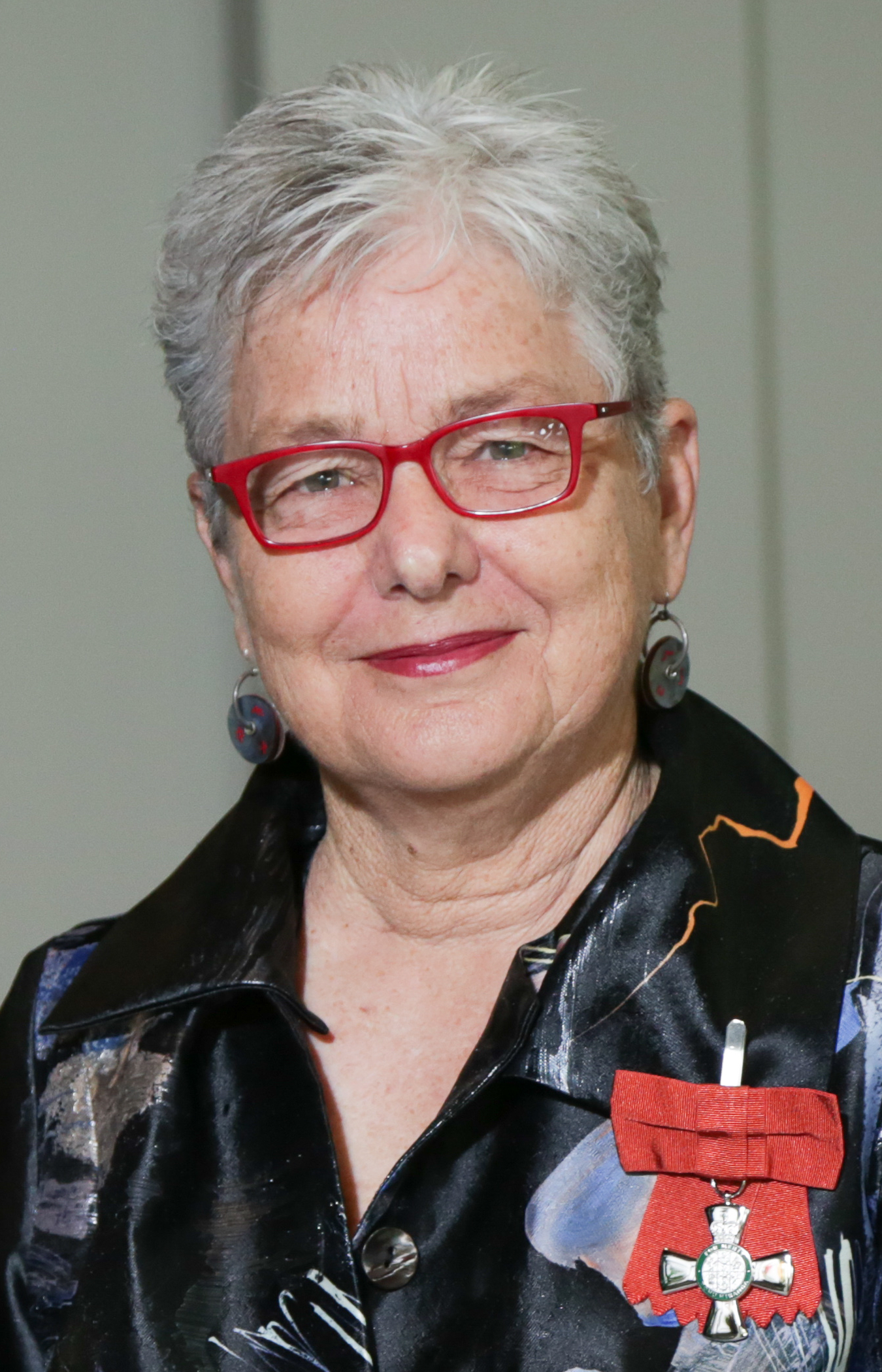
Alison Jones, após sua investidura como MNZM, por serviços prestados à educação e à pesquisa sociológica, em 14 de maio de 2019.

Barbara Alison Jones MNZM é uma académica neozelandesa que trabalha na área de sociologia da educação. Ela é a tataraneta de Andrew Buchanan, político da Nova Zelândia de 1862-1874; tataraneta do político William Baldwin da Nova Zelândia, de 1863 a 1867 e bisneta do almirante William Oswald Story da Marinha Real Britânica. Ela tem dois filhos, Finn McCahon Jones e Frey McCahon Jones.
Em 2014 ela ganhou a medalha Dame Joan Metge. Jones também foi seleccionada como uma das 150 mulheres da Sociedade Real da Nova Zelândia em 150 palavras em 2017.
Nas homenagens de Ano Novo de 2019, Jones foi nomeada Membro da Ordem de Mérito da Nova Zelândia, pelos serviços prestados à educação e pesquisa em sociologia.